# アメリカ合衆国対プレイボーイ・エンターテインメント・グループ・インク事件
アメリカ合衆国対プレイボーイ・エンターテインメント・グループ・インク事件（アメリカがっしゅうこくたいプレイボーイエンターテインメントグループインクじけん、United States v. Playboy Entertainment Group, Inc.）529 U.S. 803 (2000)は、ケーブルテレビ事業者に対し、スクランブルを完全に行うか、または「主に性的な方向性の番組を提供することに特化した」チャンネルの放送を午後10時から午前6時までに限定することを義務付けていた1996年電気通信法の505節に対し、アメリカ合衆国連邦最高裁判所が違憲判決を下して無効にした事件。
アンソニー・ケネディによって書かれた法廷意見によると、該当節は「番組の内容に基づく規制」であるため違憲であると判示された。